# 56. Golden Globe-gála
Az 56. évi Arany Glóbusz, azaz Golden Globe-díjátadóra 1999. január 24-én került sor a Beverly Hills-i Beverly Hilton Hotelben, Kaliforniában.
A szórakoztatóiparban tett komoly munkáért járó Cecil B. DeMille-életműdíjat ebben az évben Jack Nicholson kapta.

## Kategóriák és jelöltek
Nyertesek félkövérrel jelölve

### Mozifilmek

#### Legjobb film (dráma)
- Elizabeth
- Érzelmek tengerében
- Ryan közlegény megmentése
- A suttogó
- Truman Show

#### Legjobb film (musical vagy vígjáték)
- Bulworth – Nyomd a sódert!
- Keresd a nőt!
- Patch Adams
- Szerelmes Shakespeare
- Újra a régi
- Zorro álarca

#### Legjobb színész (dráma)
- Jim Carrey (Truman Show)
- Stephen Fry (Oscar Wilde szerelmei)
- Tom Hanks (Ryan közlegény megmentése)
- Ian McKellen (Érzelmek tengerében)
- Nick Nolte (Kisvárosi gyilkosság)

#### Legjobb színész (musical vagy vígjáték)
- Antonio Banderas (Zorro álarca)
- Warren Beatty (Bulworth – Nyomd a sódert!)
- Michael Caine (Little Voice)
- John Travolta (A nemzet színe-java)
- Robin Williams (Patch Adams)

#### Legjobb színésznő (dráma)
- Cate Blanchett (Elizabeth)
- Fernanda Montenegro (Központi pályaudvar)
- Susan Sarandon (Édesek és mostohák)
- Meryl Streep (Életem értelme)
- Emily Watson (Hilary és Jackie)

#### Legjobb színésznő (musical vagy vígjáték)
- Cameron Diaz (Keresd a nőt!)
- Jane Horrocks (Little Voice)
- Gwyneth Paltrow (Szerelmes Shakespeare)
- Christina Ricci (Nem ér a nemem!)
- Meg Ryan (A szerelem hálójában)

#### Legjobb mellékszereplő színész
- Robert Duvall (Zavaros vizeken)
- Ed Harris (Truman Show)
- Bill Murray (Okostojás)
- Geoffrey Rush (Szerelmes Shakespeare)
- Donald Sutherland (Korlátok nélkül)
- Billy Bob Thornton (Szimpla ügy)

#### Legjobb mellékszereplő színésznő
- Brenda Blethyn (Little Voice)
- Lynn Redgrave (Érzelmek tengerében)
- Sharon Stone (Az óriás)
- Kathy Bates (A nemzet színe-java)
- Judi Dench (Szerelmes Shakespeare)

#### Legjobb rendező
- Shekhar Kapur (Elizabeth)
- John Madden (Szerelmes Shakespeare)
- Robert Redford (A suttogó)
- Steven Spielberg (Ryan közlegény megmentése)
- Peter Weir (A Truman-show)

#### Legjobb forgatókönyv
- A boldogságtól ordítani
- Bulworth – Nyomd a sódert!
- Ryan közlegény megmentése
- Szerelmes Shakespeare
- A Truman-show

#### Legjobb eredeti betétdal
- Angyalok városa – „Uninvited”
- A bűvös kard – Camelot nyomában – „The Prayer”
- Egyiptom hercege – „When You Believe”
- Mulan – „Reflection”
- Az óriás – „The Mighty”
- Újra a régi – „The Flame Still Burns”

#### Legjobb eredeti filmzene
- Egy bogár élete
- Egyiptom hercege
- Mulan
- Ryan közlegény megmentése
- A Truman-show

#### Legjobb idegen nyelvű film
- Fegyveres emberek
- Központi pályaudvar
- A lengyel menyasszony
- Születésnap
- Tangó

### Televízió

#### Legjobb televíziósorozat (dráma)
- Felicity
- Law & Order
- Ügyvédek
- Vészhelyzet
- X-akták

#### Legjobb televíziósorozat (musical vagy vígjáték)
- Ally McBeal
- Dharma és Greg
- Frasier – A dumagép
- Just Shoot Me!
- Kerge város

#### Legjobb televíziós minisorozat vagy tévéfilm
- Egy gyermek kálváriája
- Kifutó a semmibe
- Merlin
- A Temptations
- A végtelen szerelmesei - Az Apollo-program

#### Legjobb színész, televíziósorozat (dráma)
- David Duchovny (X-akták)
- Anthony Edwards (Vészhelyzet)
- Lance Henriksen (Millennium)
- Dylan McDermott (Ügyvédek)
- Jimmy Smits (New York rendőrei)

#### Legjobb színész, televíziósorozat (musical vagy vígjáték)
- Thomas Gibson (Dharma és Greg)
- Kelsey Grammer (Frasier – A dumagép)
- Michael J. Fox (Kerge város)
- John Lithgow (Űrbalekok)
- George Segal (Just Shoot Me!)

#### Legjobb színész, televíziós minisorozat vagy tévéfilm
- Peter Fonda (Vihar)
- Sam Neill (Merlin)
- Bill Paxton (A Bright Shining Lie)
- Christopher Reeve (Hátsó ablak)
- Patrick Stewart (Moby Dick)
- Stanley Tucci (Winchell)

#### Legjobb színésznő, televíziósorozat (dráma)
- Gillian Anderson (X-akták)
- Kim Delany (New York rendőrei)
- Roma Downey (Angyali érintés)
- Julianna Margulies (Vészhelyzet)
- Keri Russell (Felicity)

#### Legjobb színésznő, televíziósorozat (musical vagy vígjáték)
- Christina Applegate (Jesse)
- Jenna Elfman (Dharma és Greg)
- Calista Flockhart (Ally McBeal)
- Sarah Jessica Parker (Szex és New York)
- Laura San Giacomo (Just Shoot Me!)

#### Legjobb színésznő, televíziós minisorozat vagy tévéfilm
- Stockard Channing (Egy gyermek kálváriája)
- Laura Dern (Egy gyermek kálváriája)
- Angelina Jolie (Kifutó a semmibe)
- Ann-Margret (A Pamela Harriman történet)
- Miranda Richardson (Merlin)

#### Legjobb mellékszereplő színész, televíziósorozat, televíziós minisorozat vagy tévéfilm
- Don Cheadle (Sztárok egy csapatban)
- Joe Mantegna (Sztárok egy csapatban)
- Gregory Peck (Moby Dick)
- David Spade (Just Shoot Me!)
- Noah Wyle (Vészhelyzet)

#### Legjobb mellékszereplő színésznő, televíziósorozat, televíziós minisorozat vagy tévéfilm
- Helena Bonham Carter (Merlin)
- Faye Dunaway (Kifutó a semmibe)
- Jane Krakowski (Ally McBeal)
- Wendie Malick (Just Shoot Me!)
- Camryn Manheim (Ügyvédek)
- Susan Sullivan (Dharma és Greg)